# Paraschoenionta shelfordi
Paraschoenionta shelfordi là một loài bọ cánh cứng trong họ Cerambycidae.